# Castle thunder
Le Castle thunder est un effet sonore de tonnerre utilisé dans de nombreux films. À l’origine, il s’agit d'un bruitage du film Frankenstein en 1931.

## Historique
Après son utilisation dans Frankenstein, l'effet Castle Thunder est réutilisé dans des dizaines de films des années 1930 aux années 1980, notamment Citizen Kane (1941), Bambi (1942), On ne vit que deux fois (1967), Frankenstein Junior (1974), La guerre des étoiles (1977), SOS Fantômes (1984), Retour vers le futur (1985) et Les Aventures de Jack Burton dans les griffes du Mandarin (1986),. L'utilisation de l'effet a diminué au cours des années suivantes, car la qualité de l'enregistrement analogique original ne résiste pas suffisamment aux mixages sonores modernes. Pour le monteur de film Mark Mangini, « C'est un coup de tonnerre tellement stupide, il a été tellement utilisé - mais il dit "maison hantée" ».
L'effet est présent dans les productions Disney (principalement des années 1940 aux années 1980) et dans les dessins animés Hanna-Barbera, y compris la série animée originale Scooby-Doo. On peut également l'entendre dans l'attraction The Haunted Mansion dans les parcs d'attractions Disney.
Le son est présent dans quelques bibliothèques d'effets sonores distribuées par Sound Ideas (telles que la Soundelux Master Collection, la Network Sound Effects Library, la 20th Century Fox Sound Effects Library et la Hanna-Barbera SoundFactory Library).